# Robert Louis Stevenson
Robert Louis Balfour Stevenson (Edimburgo, Escocia, 13 de noviembre de 1850, Vailima, cerca de Apia, isla de Upolu, Samoa, 3 de diciembre de 1894) también conocido como Robert L. Stevenson o R. L. Stevenson   fue un novelista, cuentista, poeta y ensayista británico. Su legado, incluido en el postromanticismo, es una vasta obra que incluye crónicas de viaje, colecciones de relatos y novelas de aventuras e históricas, así como lírica y ensayos tan curiosos como Apología del ocio (1876) o Moral laica (1897). 
Se lo conoce principalmente por ser el autor de algunas de las historias fantásticas y de aventuras más clásicas de la literatura como La isla del tesoro, la novela de aventura Secuestrado, la novela histórica en la tradición del también escocés Walter Scott (La flecha negra, El señor de Ballantrae) y la popular novela de horror El extraño caso del doctor Jekyll y el señor Hyde, dedicada al tema de los fenómenos de la personalidad escindida y que puede ser clasificada como novela psicológica de horror. Varias de sus novelas y cuentos continúan siendo populares y algunos de estos han sido adaptados más de una vez al cine y a la televisión, principalmente del siglo XX. Fue importante también su obra ensayística, breve pero decisiva en lo que se refiere a la estructura de la moderna novela de peripecias. Fue muy apreciado en su tiempo y siguió siéndolo después de su muerte. Tuvo influencia sobre autores como Joseph Conrad, Graham Greene, G. K. Chesterton, H. G. Wells, Adolfo Bioy Casares y Jorge Luis Borges.

## Biografía

### Infancia

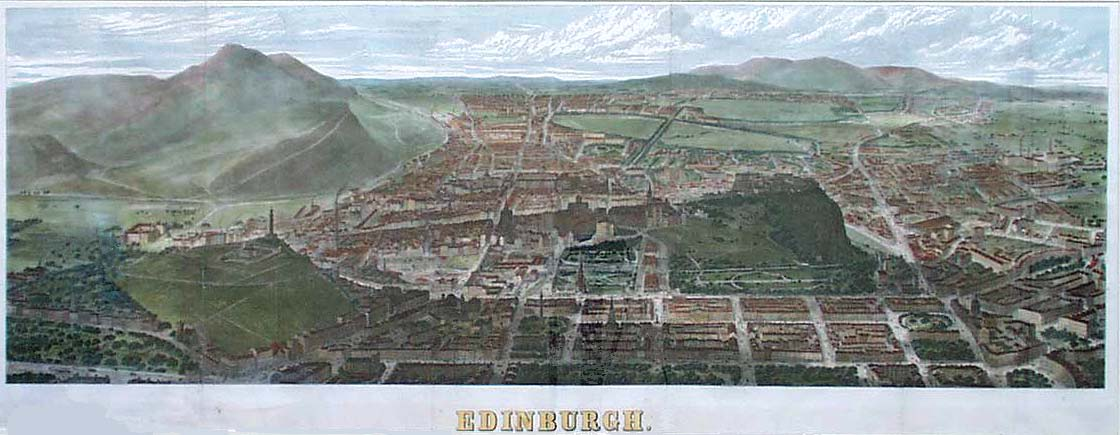
Panorama de Edimburgo, publicado por Illustrated London News en 1868.

Robert Louis Stevenson nació en Edimburgo, Escocia, en una casa ubicada en el número 8 de Howard Place. Fue el hijo único del abogado y constructor de faros Thomas Stevenson y de Margaret Isabella Balfour (1830-1897). Originalmente fue bautizado como Robert Lewis Balfour, pero cuando contaba con 20 años, su padre hizo que le cambiaran el nombre Lewis por la versión francesa Louis para evitar las asociaciones con un político radical de igual nombre.  Su abuelo, Robert Stevenson, sus tíos Alan Stevenson y David Stevenson, sus primos, David Alan Stevenson y Charles Alexander Stevenson así como también Alan Stevenson (1891-1971), familiar en segundo grado de consanguinidad, fueron todos ingenieros y constructores de faros. La familia de su madre debía su apellido a Alexander Balfour, quien poseía tierras en la región de Fife en el siglo XV. El padre de Margaret, Lewis Balfour (1777-1860), había sido pastor de la Iglesia de Escocia en la localidad aledaña de Colinton, donde Stevenson solía pasar sus vacaciones en la infancia. El escritor Graham Greene era, en la línea materna, un sobrino nieto de Robert Louis Stevenson.
Los padres de Stevenson también eran presbiterianos. Por motivos de salud en la infancia estuvo postrado en cama. Para aliviar a la madre, la familia contrató en 1852 a la niñera Alison Cunningham (1822-1910), llamada «Cummy», quien impresionaba tanto al pequeño Louis con su calvinismo austero y sus historias nocturnas truculentas que el niño comenzó a tener pesadillas por las noches. La familia se mudó en 1853 a una casa en el número 1 de Inverleith Terrace, pero la ubicación de esta vivienda era aún más inconveniente y en 1857 volvieron a mudarse, esta vez al número 17 de Heriot Row.

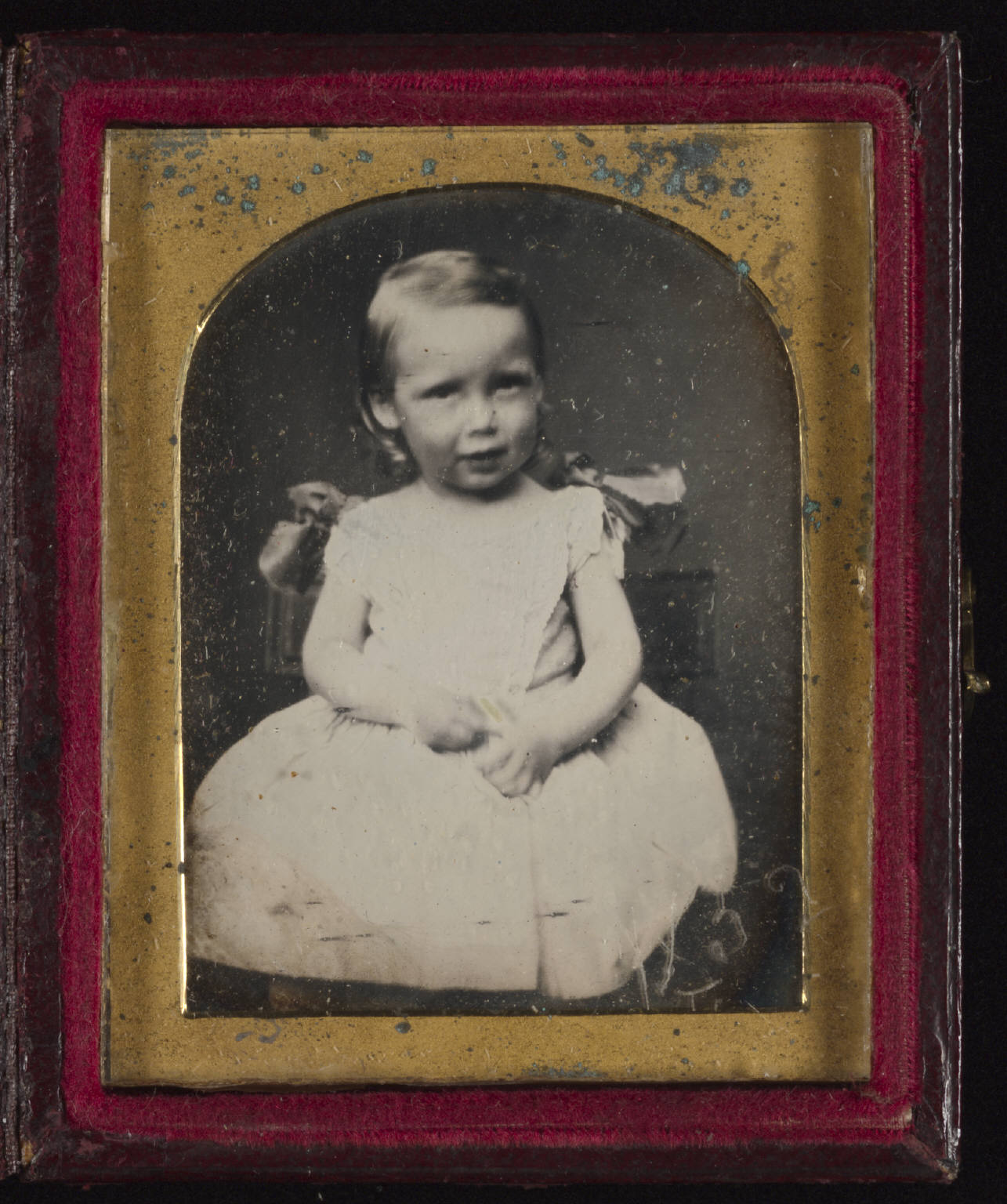
Daguerrotipo de Robert Louis Stevenson en su infancia temprana.

Cuando apenas contaba dos años, su familia llevaba ya al pequeño Louis a la iglesia. Allí escuchaba las prédicas con historias, por ejemplo, sobre Caín y Abel, el Libro de Daniel o sobre del diluvio universal. Se agregaban a estos estímulos los relatos de Cummy sobre la oscura historia de la iglesia escocesa, los cuales, si bien asustaban al niño, le producían una extraña gran fascinación, al punto que su obra fue fuertemente influida por este tipo de experiencias infantiles tempranas. Cummy se preocupaba por él de manera conmovedora cuando yacía enfermo en cama y le leía pasajes de algunas obras como Pilgrim’s Progress / El progreso del peregrino de John Bunyan y la Biblia. En su obra A Child’s Garden of Verses, aparecida en 1885 y que hasta hoy sigue siendo lectura de cabecera en Gran Bretaña, hay una dedicatoria a su niñera Cummy, muestra del agradecido recuerdo de aquella época por parte de Stevenson, a sus treinta y cinco años.
A su primera ocupación favorita de «jugar a la iglesia» (con un púlpito construido por medio de sillas y mesas, desde donde recitaba y cantaba como un pastor calvinista, le siguió la afición por inventar historias rimadas. Según consigna su madre en un diario sobre él, Stevenson escribió su primera estrofa en septiembre de 1855, cuando estaba a punto de cumplir los cinco años. Margaret Stevenson llevaba un diario sobre la vida de su hijo, a quien llamaba familiarmente «Lou» o «Smout» (en escocés: «salmón de un año»), hasta que cumplió treinta y nueve años, por eso los años tempranos de Stevenson están tan bien documentados.
cuando estaba en la época escolar en universitaria 

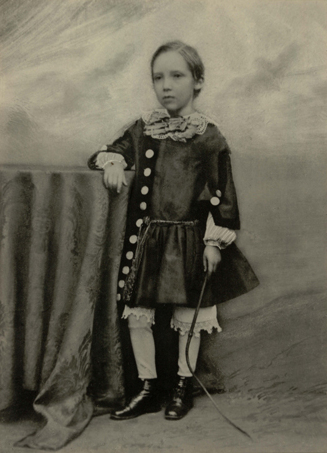
Fotografía de Robert Louis Stevenson a los siete años de edad.

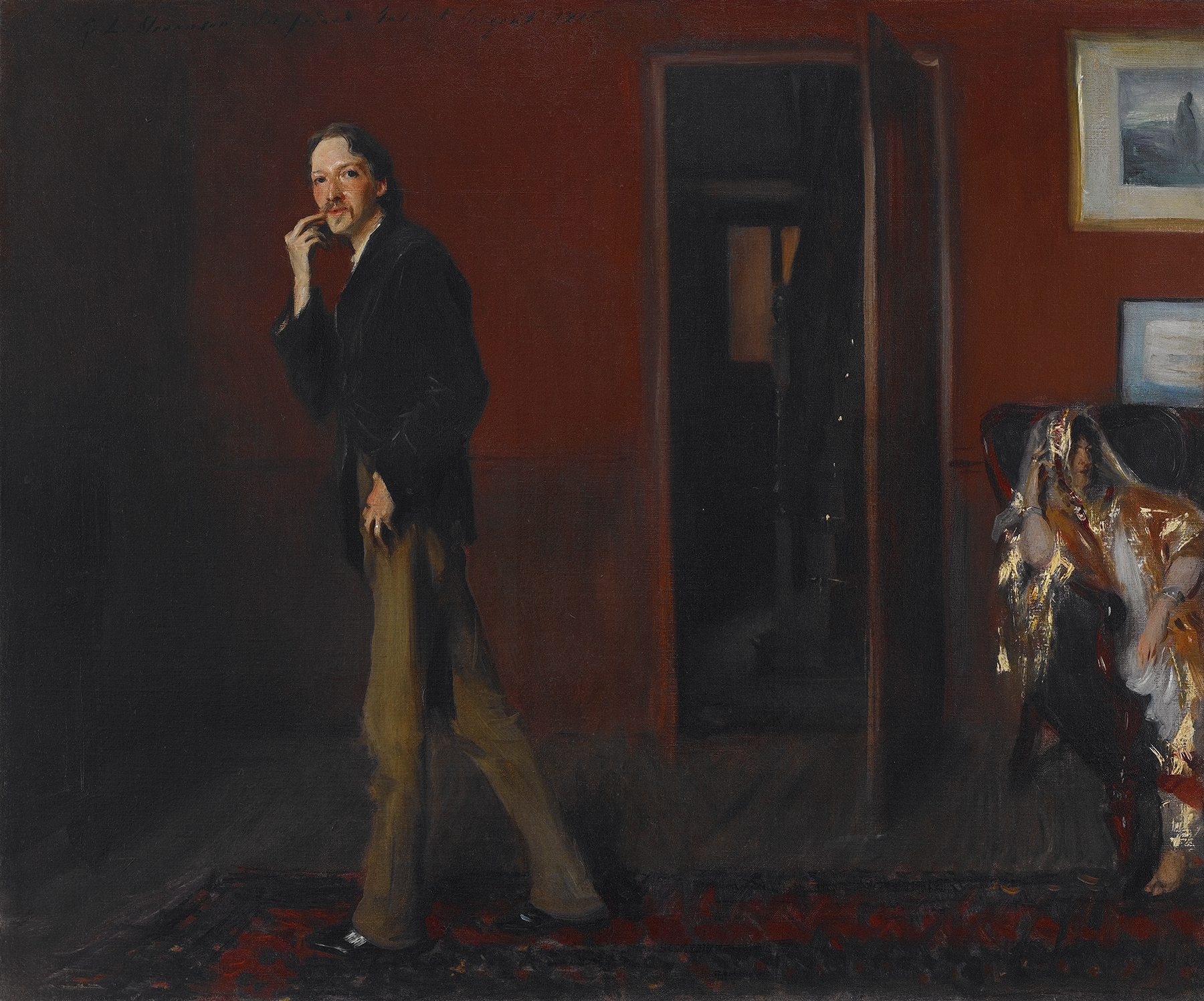
Robert Louis Stevenson y su esposa retratados por John Singer Sargent en 1885.

A partir de septiembre de 1857 Stevenson asistió a la Mr Henderson’s School, aunque por razones de salud solo podía participar en clases durante dos horas diarias. Tras pocas semanas, una bronquitis acabó con su asistencia regular a la escuela y comenzó a recibir clases particulares. Al cabo de cuatro años ingresó en la Edinburgh Academy, una escuela superior que a su vez abandonó a la edad de trece años. Luego de una breve estadía en el internado de Spring Grove en las cercanías de Londres, regresó para asistir desde 1864 a una escuela privada de su ciudad natal.
Durante su infancia escribía constantemente ensayos e historias. Su padre lo comprendía bien puesto que él mismo había escrito en su tiempo libre hasta que su propio padre le había dicho que dejara esa insensatez y se dedicara a los negocios. El primer libro histórico del joven Stevenson, Pentland Rising, que escribió en la tradición de las novelas de sir Walter Scott, apareció en 1866, editado en Edimburgo por Andrew Elliot. Para los editores no constituía riesgo alguno, puesto que su padre había tenido que comprometerse, de modo muy escocés, a comprar los ejemplares que hasta una fecha determinada no hubiesen sido vendidos, práctica que por aquel entonces era frecuente. Y ese fue el caso. La novela era de escaso valor literario. Veinte años más tarde, sin embargo, cuando el autor ya era famoso, el libro llegó a alcanzar precios exagerados entre los bibliófilos.
En 1867 Thomas Stevenson adquirió una casa de campo como residencia de veraneo, el Swanston Cottage, cerca de Edimburgo. Con el correr de los años esta casa, ubicada a los pies del área montañosa de Pentland Hills, se transformó en el refugio frecuente del futuro escritor entre los meses de marzo y octubre.
En los años de su adolescencia Robert acompañó a su padre en sus frecuentes viajes, lo que inspiró algunas de sus obras recientemente plasmadas en libros.
Ingresó en la Universidad de Edimburgo como estudiante de Ingeniería Náutica. Sin embargo, la elección de la carrera fue más por la influencia de su padre, que era ingeniero, que por gusto propio. Esto le llevó al abandono de la ingeniería en pos del estudio de derecho. En 1875 empezó a practicar la abogacía. Tampoco tuvo una carrera brillante en este campo, ya que su interés se concentraba en el estudio de la lengua.
Fue en Suffolk, durante una temporada que pasó en casa de sus primos, donde se decidió la carrera literaria de Stevenson. Conoció a Fanny Sitwell, de la que estuvo platónicamente enamorado, y a Sidney Colvin, quienes lo recomendaron a Leslie Stephen, padre de la escritora Virginia Woolf, y a otros editores de revistas londinenses. Así comenzaron a aparecer los artículos del escocés en publicaciones tan prestigiosas como Portfolio o Cornhill Magazine, que llamaron muy positivamente la atención por la sensibilidad y dotes del escritor. Enseguida aparecieron en él los primeros síntomas de la tuberculosis, e inició una serie de viajes por el continente. Tras diversas estancias en localidades veraniegas de la Riviera, se estableció en una colonia de artistas cercana a Fontainebleau. Allí escribe, y lee a autores como Balzac, François Villon, Victor Hugo o Michel Montaigne. Esta época francesa siempre fue recordada con cariño por el escritor, quien escribió entonces sus dos primeros libros de viajes: An Inland Voyage / Un viaje al continente y Travels with a Donkey in the Cévennes / Viajes con una burra a las Cévennes. El primero describe un trayecto en canoa por los ríos del norte de Francia y Bélgica, y el segundo cuenta sus aventuras viajeras a lomos de la burra Modestine, observando tipos y costumbres y desde luego haciendo gala de un sentido del humor muy influido por Laurence Sterne. En 1876, a los veintiséis años, en Grez (Francia), conoció a Fanny Osbourne, una norteamericana bastante mayor que él, que estaba separada y con dos hijos. Stevenson y Fanny se enamoraron. Él publicó su primer libro en 1878. Ella partió a California en ese año, para tramitar su divorcio, y Stevenson la siguió, un año después, aunque en contra de los consejos de su padre, que no quiso pagarle el viaje. Se lo pagó el propio Stevenson ahorrando pacientemente. El accidentado viaje del joven y enfermo escritor a través de los Estados Unidos desde Nueva York a California daría para una gruesa novela; una recaída en Monterrey, donde ella lo esperaba, le puso casi al borde de la muerte. Ella estaba indecisa entre seguir a su marido o a Stevenson. Y mientras esperaba la decisión de Fanny escribió algunos de sus relatos más importantes, como La isla del tesoro y El extraño caso del doctor Jekyll y el señor Hyde. Al fin se casó con Fanny en San Francisco (1880), ya con treinta años. Fueron de luna de miel al Valle de Napa, donde Robert escribió The Silverado Squatters. Más tarde escribió The Amateur Emigrant en dos partes sobre su viaje a América. La pareja vivió un tiempo en Calistoga, en el Lejano Oeste. Escribió historias de viajes, aventuras y romance. Su obra es muy versátil: ficción y ensayo, entre otras.

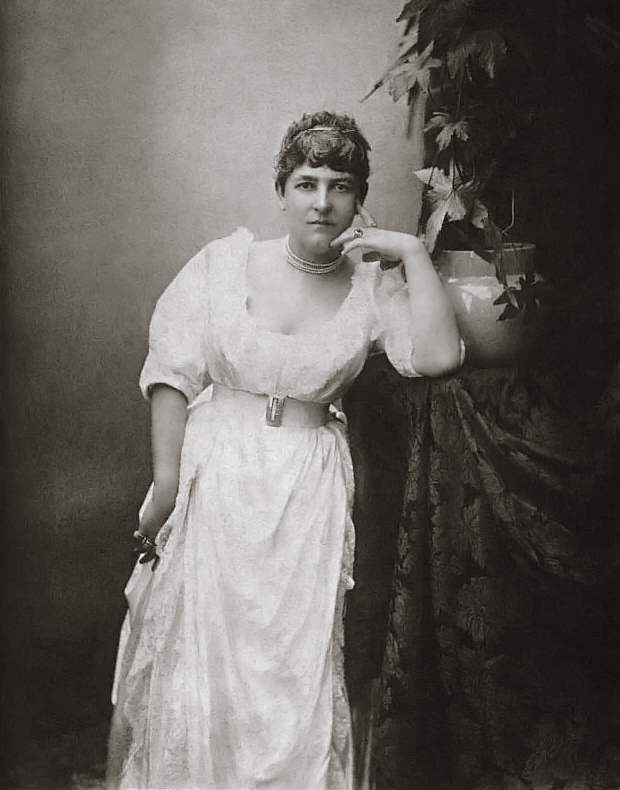
Fanny van de Grift, luego Fanny Stevenson.

En agosto de 1880, la familia se mudó a Gran Bretaña, donde Fanny intentó que su marido y su suegro resolvieran sus disputas. Pero la salud de Stevenson no soportaba el clima. El matrimonio se mudó a Edimburgo, luego a Davos, Suiza, famoso por sus sanatorios antituberculosos en la alta montaña, y finalmente se instaló en una finca que el padre de Stevenson les regaló, en el balneario de Bournemouth. Tres años más tarde partieron a Adirondack, un macizo montañoso en el estado de Nueva York, siempre en busca de un clima favorable para la enferma salud de Robert. En Nueva York Stevenson hizo amistad con Henry James y con Mark Twain, autor de Las aventuras de Tom Sawyer.

### En los mares del sur
Tras una breve estancia en San Francisco, decidieron fletar la goleta Casco y realizar un viaje hacia las islas del Pacífico Sur: las islas Marquesas, el atolón Fakarava, Tahití, Honolulu, las islas Gilbert y Samoa fueron los primeros parajes visitados, en algunos de los cuales anclaron varios meses. De estos viajes nacieron los libros A Footnote to History: eight years of trouble in Samoa / Pie de página para la historia: ocho años de dificultades en Samoa (1892), War in Samoa / Guerra en Samoa (1893) y otros. A este siguieron otros viajes, en las goletas Equator y Janet Nicoll.
Finalmente, construyeron una casa llamada Vailima en la isla de Upolu (Samoa), y se establecieron en ella con Fanny, su hija Isobelle (llamada Belle) y la viuda señora Stevenson (el padre del novelista había muerto en 1887). La relación de Stevenson con los aborígenes —que lo bautizaron como Tusitala («el que cuenta historias»)— era cordial. Stevenson, por otra parte, se implicó en la política local: de hecho, el escritor tomó partido por uno de los jefes locales contra la dominación alemana del archipiélago y escribió en la prensa británica sobre la penosa situación samoana. Y también redactó una conocida carta abierta, Father Damien: an Open letter to the Reverend Mr. Hyde en defensa del misionero católico Padre Damián, publicada en Sídney, Australia, el 25 de febrero de 1890. Él, que era también un enfermo incurable, fue herido por la villanía del reverendo presbiteriano Dr. C. M. Hyde, de Honolulu (Hawái), quien atacaba, en esa carta a otro pastor presbiteriano (H. B. Gage), a un hombre ya fallecido y cuyo dedicado trabajo en la leprosería de Molokai le había valido incluso contagiarse y morir de la misma enfermedad. La carta es muy ácida, pero no tanto como los crueles desprecios de los pastores presbiterianos.
La salud de Stevenson mejoró notablemente y escribió algunas de sus obras maestras: Catriona, Cuentos de los Mares del Sur, Bajamar (escrita en colaboración con su hijastro Lloyd Osbourne), Saint Ives: being the adventures of a French prisoner in England (1897) y sobre todo su más ambiciosa novela, que quedó inacabada: Weir of Hermiston, en la que vuelve a los temas escoceses, esta vez incorporando motivos autobiográficos.
Murió el 3 de diciembre de 1894 de una hemorragia cerebral, una hora después de que terminara de dictar a Osbourne un párrafo de Weir of Hermiston. Un año antes había relatado en una carta:

«Durante catorce años no he conocido un solo día efectivo de salud. He escrito con hemorragias, he escrito enfermo, entre estertores de tos, he escrito con la cabeza dando tumbos».

Era conocida su afición al alcohol, lo que le había complicado sus problemas de salud. Su cuerpo fue enterrado en la misma isla, en la cima del monte Vaea, donde en 1915 le acompañaron las cenizas de su mujer, llamada en samoano "Aelele" (Nube Voladora), llevadas por su hija Belle desde Santa Bárbara (California), donde en 1914 había fallecido. Póstuma apareció su autobiografía, Memoirs of Himself (1912).

## Obra literaria
Ante la aparición de la novela naturalista o psicológica, Stevenson reivindicó el relato clásico de aventuras, en el que el carácter de los personajes se dibuja en la acción. Su estilo elegante y sobrio y la naturaleza de sus relatos y sus descripciones influyeron en escritores del siglo XX, como ya se citó anteriormente.

## Obras

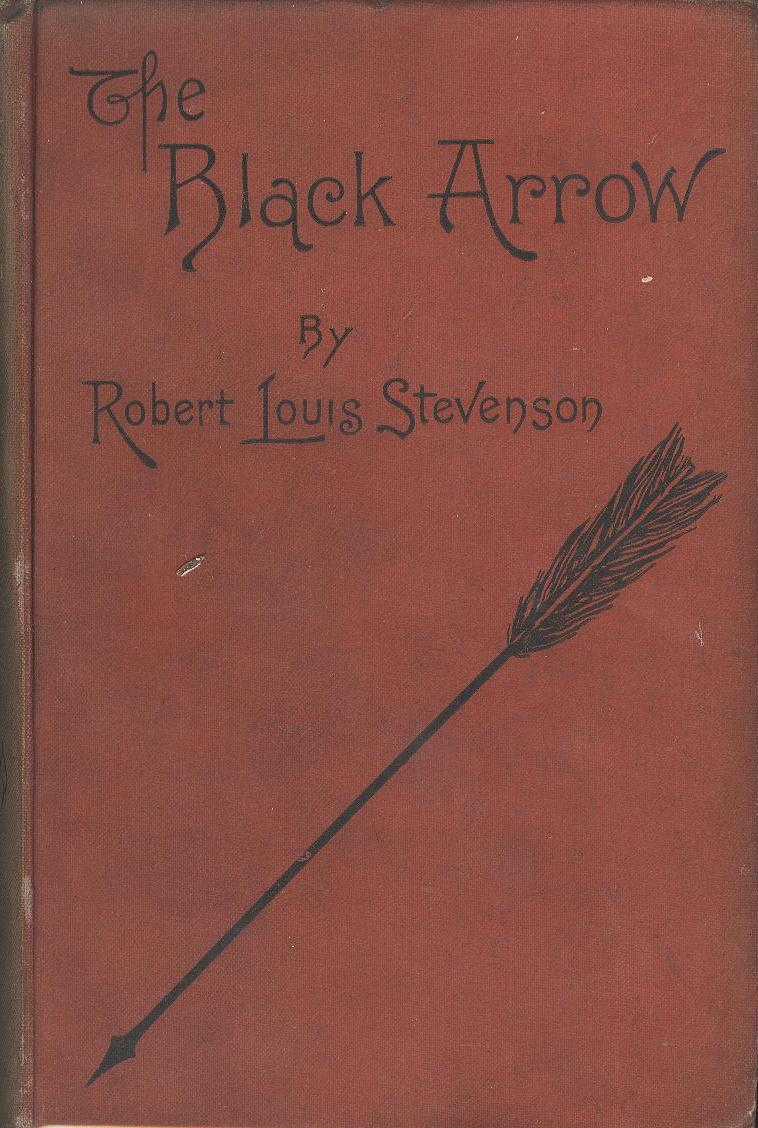
Portada de la primera edición de The Black Arrow (La flecha negra) (1888).

### Novelas
- La isla del tesoro (Treasure Island) (1883). Publicada al principio por entregas en la revista infantil Young Folks, entre 1881 y 1882, con el título de The Sea Cook, or Treasure Island.
- El príncipe Otón (Prince Otto) (1885).
- El extraño caso del doctor Jekyll y el señor Hyde (Strange Case of Dr Jekyll and Mr Hyde) (1886). Novela corta. La primera versión fue destruida por su esposa.
- Secuestrado (Kidnapped) (1886) Primera parte de la saga del mismo nombre.
- La flecha negra (The Black Arrow: A Tale of the Two Roses) (1888).
- El señor de Ballantrae (The Master of Ballantrae) (1889).
- El muerto vivo o Aventuras de un cadáver (The Wrong Box) (1889), con Lloyd Osbourne.
- El diablo de la botella (The Bottle Imp) (1891).
- Los traficantes de naufragios (The Wrecker) (1892), con Lloyd Osbourne
- Catriona (1893). Segunda parte de la saga Secuestrado.
- Bajamar: un trío y un cuarteto o La isla de la aventura o La resaca (The Ebb-Tide) (1894), con Lloyd Osbourne. Editorial Laertes. Barcelona, 2009.
- Weir de Hermiston (Weir of Hermiston) (1896), obra póstuma e inconclusa.
- St. Ives: being the Adventures of a French Prisoner in England (1897), obra póstuma e inconclusa, completada por Arthur Quiller-Couch.
- The Hair Trunk or The Ideal Commonwealth: An Extravaganza in August (2014), obra póstuma e inconclusa, escrita en 1877.

### Libros de cuentos
- Nuevas noches árabes (New Arabian Nights) (1882), con once relatos.
- El dinamitero (More New Arabian Nights: The Dynamiter) (1885), con catorce relatos, con Fanny Van De Grift Stevenson
- Los juerguistas y otros cuentos y fábulas (The Merry Men and Other Tales and Fables) (1887), con seis relatos.
- Noches en la isla o Cuentos de los Mares del Sur (Island Nights' Entertainments, AKA South Sea Tales) (1893), con tres relatos.
- Fables (1896), con veinte relatos. Obra póstuma.
- Tales and Fantasies (1905), con tres relatos. Obra póstuma.

### Poesía
- Jardín de versos para niños (A Child's Garden of Verses) (1885). Con ilustraciones de Jessie Willcox Smith. Traducido por Gustavo Falaquera. Madrid, Hiperión,           2001.
- A Good Play (1885).
- Underwoods (1887).
- Ballads (1891)
- Songs of Travel and Other Verses (1896)
- Poems Hitherto Unpublished (1916-1921).

### Libros de viajes
- Un viaje al continente (An Inland Voyage) (1878).
- Viajes con una burra a las Cévennes (Travels with a Donkey in the Cévennes) (1879).
- The Old and New Pacific Capitals (1882).
- The Silverado Squatters (1883).
- Across the Plains (Across the Plains) (de 1879-80, publicado en 1892).
- A Footnote to History, Eight Years of Trouble in Samoa (1892).
- The Amateur Emigrant (de 1879-80, publicado en 1895).
- En los mares del Sur (In the South Seas) (1896). Relato de experiencias y observaciones efectuadas en las islas Marquesas, Pomotú y Gilbert durante dos cruceros realizados en las goletas Casco 1888 y Equator 1889.

### Otros
- Moral laica (1897), ensayo.
- Apología del ocio, AKA Apología de los ociosos y otras ociosidades (An apology for idlers) (1876), ensayos.
- Edimburgo: notas pintorescas (Edinburgh: Picturesque Notes) (1879), Abada, 2012, ISBN 978-84-15289-54-8.
- Virginibus Puerisque, and Other Papers (1881), artículos y ensayos.
- Estudios familiares del hombre y los libros (Familiar Studies of Men and Books) (1882), ensayos.
- On the Choice of a Profession (1887), ensayo.
- Memories and Portraits (1887), ensayo.
- Aes Triplex (1887), ensayo.
- Memoir of Fleeming Jenkin (1888), biografía.
- Father Damien: an Open Letter to the Rev. Dr. Hyde of Honolulu (1890), biografía.
- El embarcamiento inmaduro (1894) incompleta debido a su muerte
- Vailima Letters (1895), cartas.
- The New Lighthouse on the Dhu Heartach Rock, Argyllshire (1995), ensayo. Basado en un manuscrito de 1872 editado por R. G. Swearingen. California. Silverado Museum.

## Adaptaciones cinematográficas
Al menos dos de las grandes obras de Stevenson han sido llevadas al cine. El planeta del tesoro es la más reciente versión en película animada de la obra La isla del tesoro. Por su parte, El extraño caso del doctor Jekyll y el señor Hyde ha sido llevado al cine en múltiples versiones. En la película The Pagemaster (El guardián de las palabras), una producción de Turner Pictures, se hace alusión a estas dos historias. En ella, el protagonista, un niño de diez años llamado Richard Tyler es convertido en un dibujo animado y tiene que lidiar con personajes de diferentes obras de ficción, como con el mismísimo Dr. Jekyll, y su alter ego, Mr. Hyde, con el capitán Achab, de la novela Moby-Dick de Herman Melville, y con John Silver, otro de los personajes de Stevenson.
- El gaucho y el diablo, película dirigida en Argentina por Ernesto Remani en 1952 se basa en el cuento El diablillo de la botella.[12]
- Cerveza de brezo (Вересковый мед), cortometraje de dibujos animados de 1974 producido por los estudios Kievnauchfilm (Киевнаучфильм) y dirigido por Irina Gúrvich (Ирина Гурвич, 1911 - 1995); es adaptación del poema del mismo título, Heather Ale, que está basado en una leyenda de Galloway sobre la bebida de brezo que hacían los pictos.[13][14][15]

También la novela La flecha negra ha sido llevada al cine y la televisión en varias ocasiones. La primera adaptación data de 1911, dirigida por Oscar Apfel. Entre los largometrajes y series, destacan la dirigida en 1948 por Gordon Douglas y el telefilme de 1985, de John Hough y con actores como Oliver Reed, Fernando Rey, Benedict Taylor o Georgia Slowe.